# Unfold the future
Unfold the future is het zevende studioalbum van The Flower Kings. Het album is gedurende een vijftal maanden opgenomen in diverse geluidsstudios in Zweden. Daarbij is het de vraag of de muziekgroep ooit in zijn geheel bijeen is geweest. Opnamen vonden plaats in Cosmic Lodge (van Stolt), Reingold Studio (van Reingold), Bodin Studio (van Bodin) en ChezNana. Het album was verkrijgbaar in meerdere versies. Een enkele compact disc of een speciale uitgave met 1 track extra.
Het is het eerste album waarop drummer Zoltan Csörsz meespeelt, als vervanger van Jaime Salazar. Voor gastvocalist Daniel Gildenlöw van Pain of Salvation is het ook de eerste samenwerking met The Flower Kings.
In 2017 werden de originele opnamen (deels) door Stolt opnieuw gemixt en geremasterd, onder meer om de geluidskwaliteit als gevolg van compressie te verbeteren. Naast cd werd deze versie ook uitgebracht op vinyl.

## Musici
- Roine Stolt – gitaar, zang, toetsinstrument
- Tomas Bodin- toetsinstrument
- Jonas Reingold – basgitaar
- Hasse Fröberg – zang
- Zoltan Czörsz – slagwerk

Met
- Daniel Gildenlöw tevens Pain of Salvation – zang
- Hasse Bruniusson – percussie
- Ulf Wallander – sopraansaxofoon

## Muziek
| Nr. | Titel                                          | onderverdeling                                                                                | Duur  |
| --- | ---------------------------------------------- | --------------------------------------------------------------------------------------------- | ----- |
| 1.  | The truth will set you free (Stolt)            | I.Lonely road II.Primal instincts III.From the souce IV.Uphill V.The stars, the sun, the moon | 30:40 |
| 2.  | Money business (Stolt)                         |                                                                                               | 4:20  |
| 3.  | Black and white (Bodin, Stolt)                 |                                                                                               | 7:40  |
| 4.  | Christianopel (Czörsz, Reingold, Bodin, Stolt) |                                                                                               | 8:30  |
| 5.  | Silent inferno (Stolt)                         |                                                                                               | 14:25 |
| 6.  | The navigator (Bodin, Stolt)                   |                                                                                               | 3:15  |
| 7.  | Vox humana (Stolt)                             |                                                                                               | 4:30  |

| Nr. | Titel                                                          | Duur  |
| --- | -------------------------------------------------------------- | ----- |
| 1.  | Genie in a bottle (Stolt)                                      | 8:10  |
| 2.  | Fast lane (Bodin)                                              | 6:35  |
| 3.  | Grand old world (Stolt)                                        | 5:40  |
| 4.  | Soul vortex (Czörsz, Reingold, Bodin, Stolt)                   | 6:00  |
| 5.  | Rollin’ the dice (Bodin)                                       | 4:15  |
| 6.  | The devil’s danceschool (Reingold, Csörsz)                     | 3:45  |
| 7.  | Man overboard (Stolt)                                          | 3:40  |
| 8.  | Solitary shell (Bodin, Stolt)                                  | 3:40  |
| 9.  | Devil’s playground (Bodin, Stolt)                              | 24:30 |
| 10. | Too late for tomatoes (Bonustrack (niet op alle uitvoeringen)) | 7:02  |